# Clovis Brunel
Clovis Brunel (* 19. Februar 1884 in Amiens; † 1. Dezember 1971 in Boissise-le-Roi) war ein französischer Romanist, Provenzalist und Mediävist.

## Leben und Werk
Brunel absolvierte die École des chartes 1908 mit der Thèse Catalogue des actes des comtes de Ponthieu, XIe siècle-1279 (überarbeitet und fertiggestellt 1915, publiziert u. d. T. Recueil des actes des comtes de Pontieu, 1026-1279, Paris 1930) und wurde  Departementsarchivar in Mende, dann  in Poitiers. 1915 wurde er an der Front verwundet. Von 1919 bis 1954 war er an der École des chartes als Nachfolger von Paul Meyer Professor für Romanische Philologie (Nachfolger: Robert Bossuat), ab 1930 ihr Leiter. Daneben war er von 1924 bis 1954  als Nachfolger von Alfred Morel-Fatio Directeur d'études für die Sprachen und Literaturen Südfrankreichs an der École pratique des hautes études und ab 1937 Mitglied der Académie des inscriptions et belles-lettres, sowie ab 1962 Ehrenmitglied der Allgemeinen Geschichtsforschenden Gesellschaft der Schweiz (AGGS).

## Weitere Werke
- (Hrsg.) Les miracles de saint Privat. Suivis des Opuscules d'Aldebert III, évêque de Mende, Paris 1912
- (Hrsg.) Bertran de Marseille, La vie de sainte Énimie. Poème provençal du XIIIe siècle, Paris 1916, 1970
- Documents linguistiques du Gévaudan, in: Bibliothèque de l’Ecole des chartes 77, 1916
- (Hrsg.) La Fille du comte de Ponthieu, nouvelle du XIIIe siècle, Paris 1926, 1968
- (Hrsg.) Les plus anciennes chartes en langue provençale. Recueil des pièces originales antérieures au XIIIe s., Paris 1926; Supplément, Paris 1952; Genf 1973
- Bibliographie des manuscrits littéraires en ancien provençal, Liège/Paris  1935, Genf 1973
- (Hrsg.) Jaufré. Roman arthurien du XIIIe siècle en vers provençaux, 2 Bde., Paris 1943
- (Hrsg. mit Ferdinand Lot) Recueil des actes de Charles II le Chauve, roi de France, 3 Bde., Paris 1943, 1952, 1955
- Jaufré, conte de la Table ronde, adapté, Neuchâtel 1949